# Смолова, Полина Петровна
Полина Петровна Смолова (бел. Паліна Смолава) — белорусская певица, дипломант и лауреат многочисленных международных конкурсов, обладательница Гран-при и приза зрительских симпатий «Славянский базар 2005», участница конкурса песни «Евровидение 2006», финалистка «Новой волны-2007», участница российских отборочных туров «Евровидение 2008» и «Евровидение 2012».
С 2008 года живёт и работает в Москве.

## Биография
Карьера началась с участия в детских фольклорных коллективах. Пела в детском фольклорном театре «Госціца», ансамбле белорусской народной песни «Жавароначкі».
Окончила музыкальную школу по классу фортепиано, Минское музыкальное училище им. Глинки, отделение сольного народного пения Белорусского государственного университета культуры и искусства, руководила детским ансамблем белорусской народной песни «Цернічка», долгое время являлась солисткой коллектива «Церница», артисткой Молодёжного театра эстрады, солисткой оркестра ГУВД. Принимала участие в отборочном туре конкурса «Евровидение 2004»
Весной 2005 вышел дебютный альбом «Smile». Песни «Дождь», «Song of Love», «Птицелов» долгое время занимали первые строчки отечественных хит-парадов.
Летом 2005 завоевала Гран-при на конкурсе молодых исполнителей международного фестиваля искусств «Славянский базар 2005»
С песней «Mum» представляла Белоруссию на конкурсе «Евровидение 2006» продюсером белорусской делегации являлся Александр Вавилов. В это же время вышел новый альбом «Сайт одиночества». Презентация альбома, проходившая в одном из популярных клубов республики, названа «Лучшим клубным проектом 2006».
В июле 2007 заняла четвёртое место на международном конкурсе «Новая волна» в Юрмале
В феврале 2008 года бизнесмен и продюсер Виктор Батурин предложил Смоловой сотрудничество. Весной певица стала финалисткой российского отборочного тура «Евровидение 2008» (композиция «На расстоянии дыхания»). В мае приняла участие в юбилейном туре Ильи Резника (поэт написал для певицы две композиции). Вскоре вышел диск «Пять слов о любви». В 2009 году с одноимённой шоу-программой гастролировала по городам Белоруссии и России.
В январе 2010 года вышла замуж и обвенчалась на Красной площади в Соборе Казанской Иконы Божией Матери с мужем Артуром.
7 марта 2012 года участвовала в финале российского отборочного тура «Евровидение 2012» (композиция «Michael»).
В сентябре 2012 года родила дочь Руслану.
В конце 2013 года выпустила свой первый авторский альбом «С чистого листа».
В конце 2015 года открыла «Продюсерский центр Полины Смоловой».
В 2016 году открыла школу эстрадного вокала «Голоса».
11 ноября 2017 родила сына Савелия.

## Награды
- Почётное звание «Минчанка года»
- Дипломант и обладатель специальной премии Международного конкурса «Мальвы — 2001» (Польша)[2]
- Лауреат первого республиканского конкурса белорусской народной песни «Галасы радзімы» (2002)
- Лауреат Международного конкурса песни в Москве (2002)[2]
- Дипломант Международного конкурса патриотической песни в Санкт-Петербурге (2002)[2]
- Обладательница Первой премии на Международном фестивале «Голоса Европы» (2003)[2]
- Обладательница Гран-при и приза зрительских симпатий конкурса молодых исполнителей «Славянский базар» (2005)[2]
- по результатам голосования «Телепортации 2005» (Первой музыкальной премии Республики) названа «Экспрессией года»
- Участница песенного конкурса «Евровидение 2006» в Греции[1]
- Финалистка конкурса «Новая волна 2007» в Юрмале
- Участница Отборочного тура на «Евровидение 2008» в России.[1]
- Участница Российского отборочного тура на «Евровидение 2012». Представляла песню «Майкл». Заняла 7-е место.
- Дипломант «Песня года» 2015 год.
- Дипломант «Песня года» в Белоруссии 2016 год.

## Дискография
- «Smile» (год)
- «Сайт одиночества» (2006)
- «Пять слов о любви» (2008)
- «С чистого листа…» (2013)

## Видеоклипы
- «Не сошлись»
- «Сайт одиночества»
- «На расстоянии дыханья»
- «Не моя любовь» (2011)
- « Где-то там…» (2015)
- « Новый год- попурри» (2017)